# Francisco Bañeres Santos
Francisco Bañeres Santos (Tortosa, 1959) es un jurista y fiscal español, fiscal superior de Cataluña desde 2018. También es profesor asociado en la Facultad de Derecho de la Universidad de Barcelona.
Estudió derecho en la Universidad de Barcelona. Se unió al cuerpo de jueces mediante oposición interna y fue destinado a Las Palmas de Gran Canaria. En 1995 se incorporó en la sección de delitos económicos de la Fiscalía de Barcelona, creada dos años antes por el fiscal Carlos Jiménez Villarejo.
Más tarde, estuvo a cargo de la Fiscalía de Delitos Económicos de Barcelona desde donde comenzó, conjuntamente con el fiscal Pedro Ariche, la investigación del Caso Palau (asumido más tarde por el fiscal anticorrupción) o el caso contra Leo Messi.
Fue teniente fiscal de la Fiscalía Superior de Cataluña entre 2013 y 2018. En 2018 tomó posesión del cargo de fiscal superior de Cataluña, que mantenía provisionalmente desde el fallecimiento de su predecesor José María Romero de Tejada.